# Plumilla

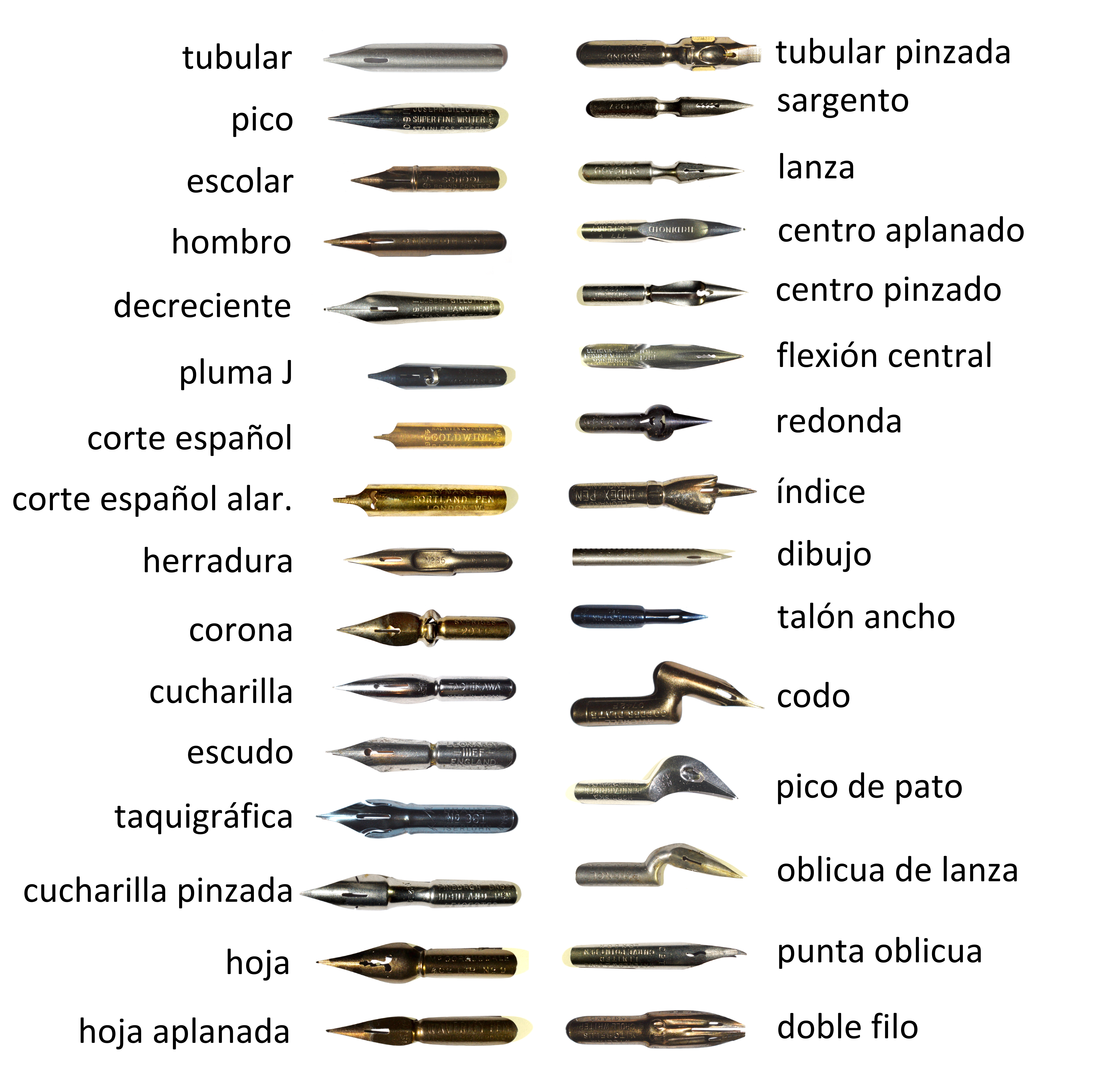
Algunos de los modelos más comunes de plumilla.

Partes de una pluma metálica.

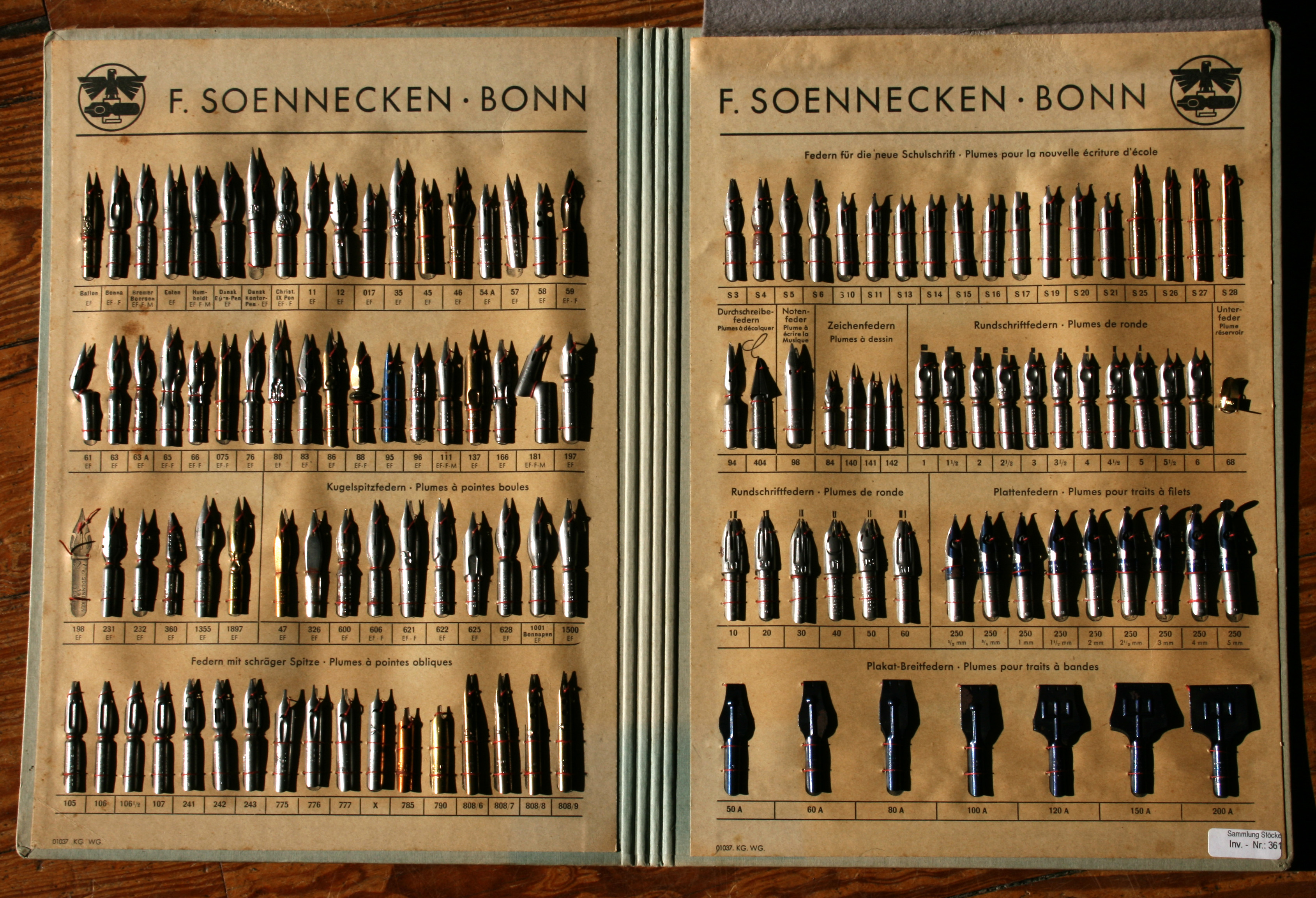
Catálogo de plumines metálicos del fabricante alemán F. Soennecken.

Una plumilla o plumín, también denominada simplemente pluma (los dos primeros términos son diminutivos del tercero) es un dispositivo que imita la función de una pluma de ganso, usado para entintar una superficie con el propósito de escribir o dibujar sobre ella, usualmente sobre papel, después de mojarlo, sumergiéndolo, en el tintero cuando se acaba la tinta. Aunque normalmente es metálico, hecho de una chapa delgada de acero, de unos tres centímetros de largo, hay otros materiales (como vidrio). La plumilla se asegura en un portaplumas (también llamado mango o palillero), tradicionalmente hecho de madera.

## Etimología
Recibe este nombre dado que los primeros instrumentos usados por el hombre, con la misma finalidad, fueron los cálamos y las plumas de ganso. Aunque los tres términos son intercambiables en muchos contextos, en el ámbito industrial, suele utilizarse el término plumilla o simplemente pluma para las que se introducen en un portaplumas, mientras que plumín se reserva a los que se colocan en las estilográficas, de cuerpo más reducido y comúnmente acabados en una pequeña bola de material duro.

## Historia
Las plumas metálicas surgieron a mediados de 1800, sustituyendo a la pluma de ganso hasta que empezó a entrar en desuso durante la década de 1920, cuando fue reemplazado por la pluma estilográfica (que es, en esencia, un plumín con un depósito superior y un alimentador que regula el flujo de tinta). Más tarde, en la década de 1950, el bolígrafo y el rotulador reemplazaron el uso habitual de todo tipo de plumas. Actualmente, las plumillas de acero se utilizan en caligrafía, dibujo y otros fines artísticos.

## Galería

Tipos de punta más comunes de las plumillas metálicas.
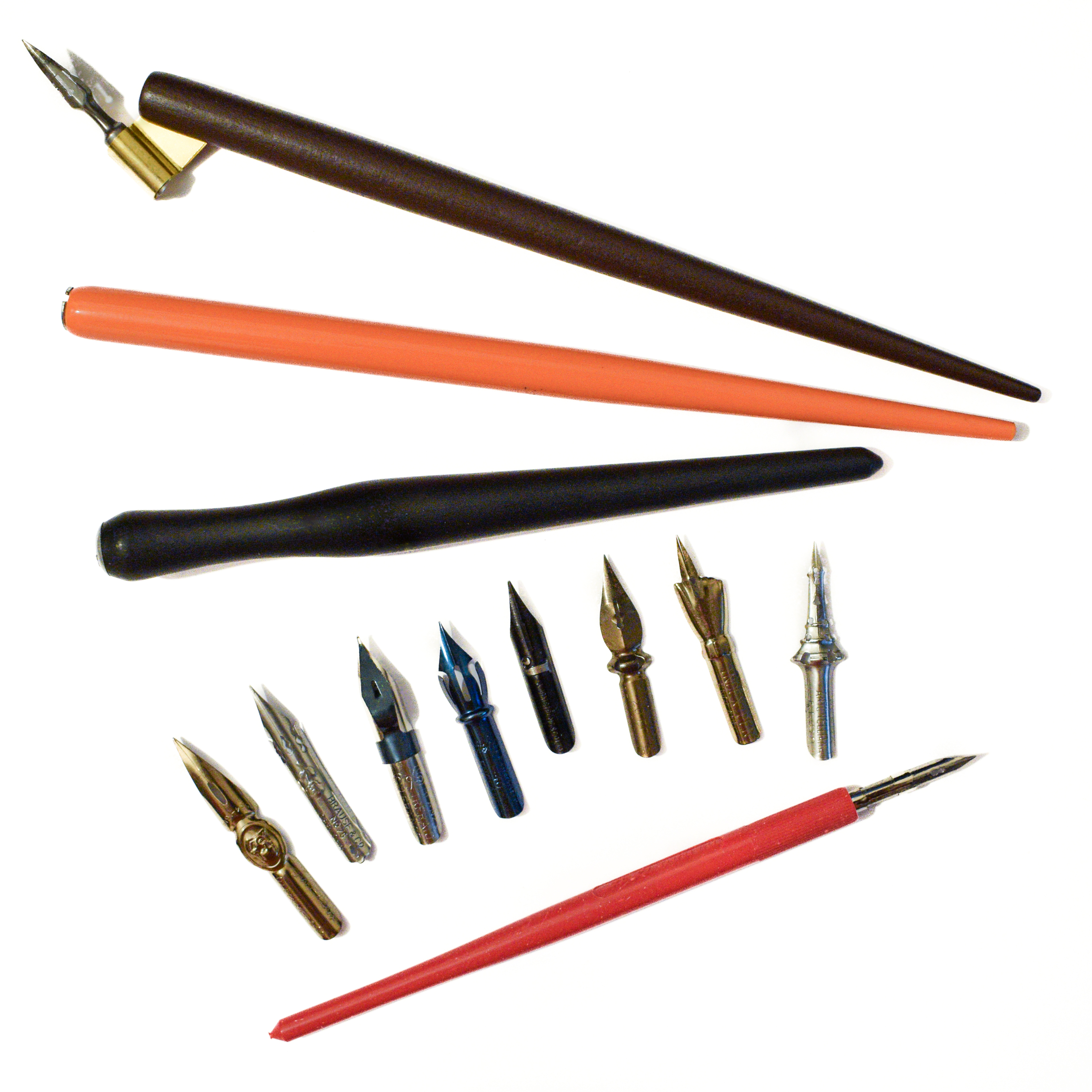
Cuatro portaplumas, dos de ellos con una plumilla insertada, y ocho plumillas sueltas.
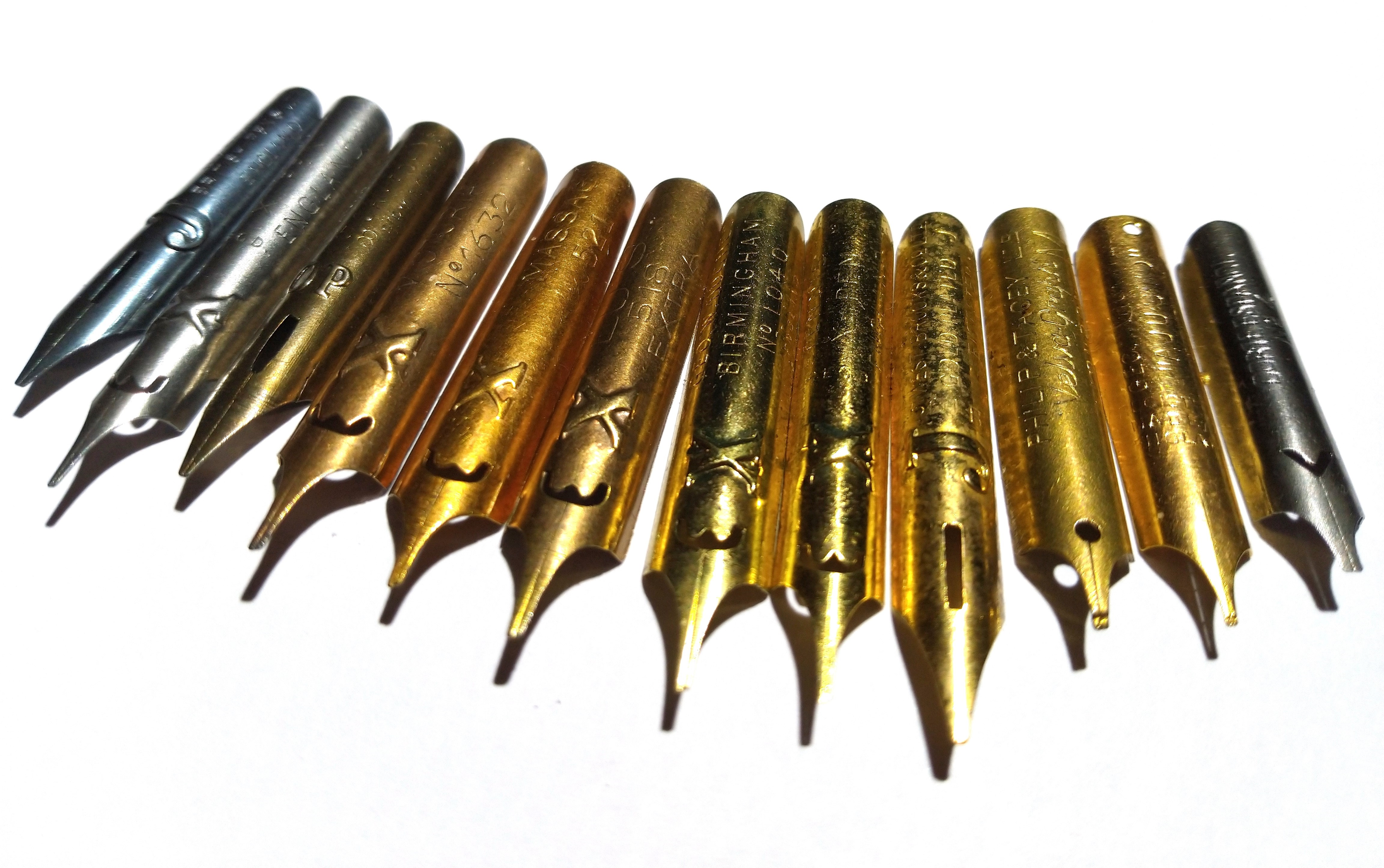
Plumillas de corte español, X y J en diferentes tonos.
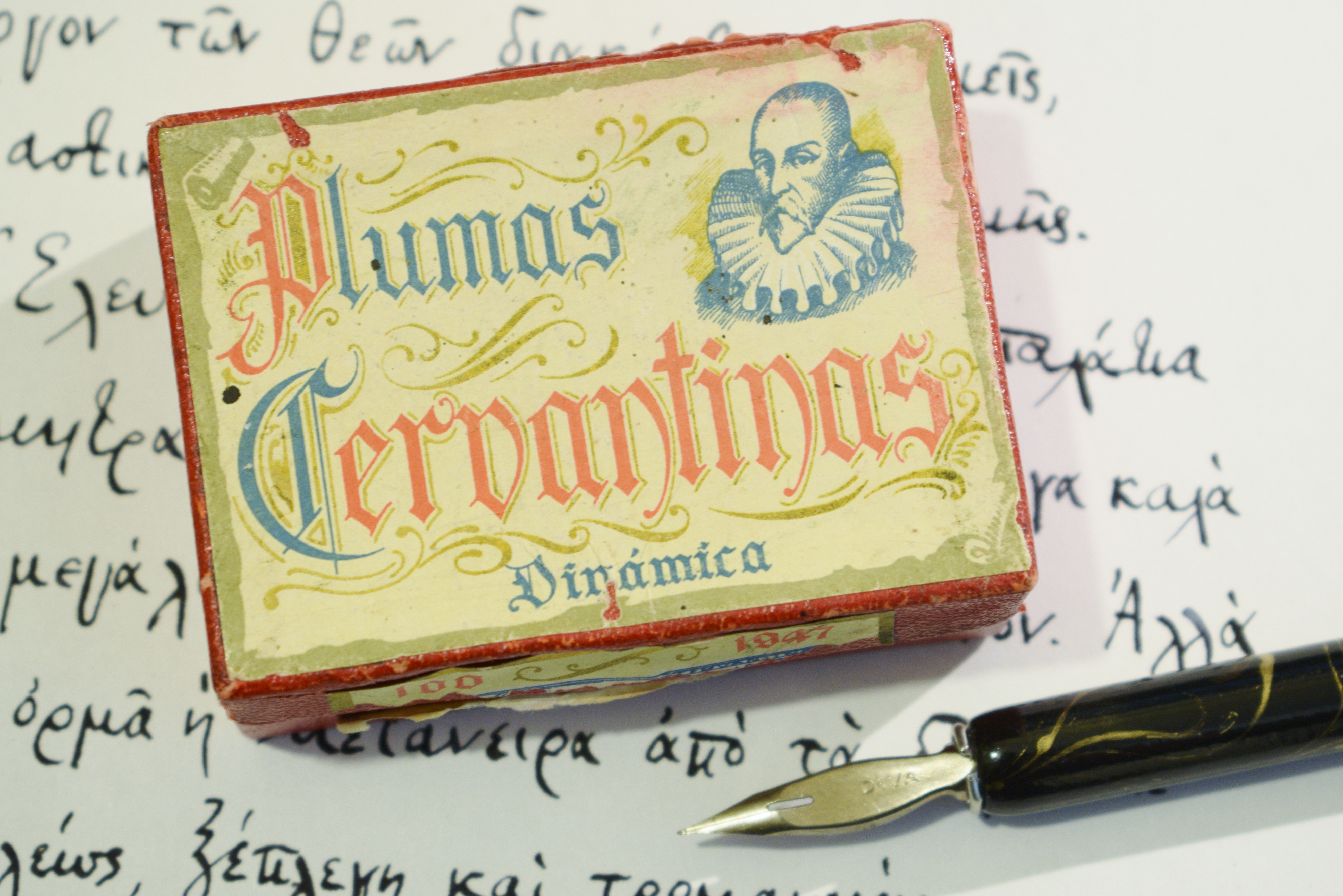
Una caja de plumillas, con una de ellas insertada en un portaplumas.
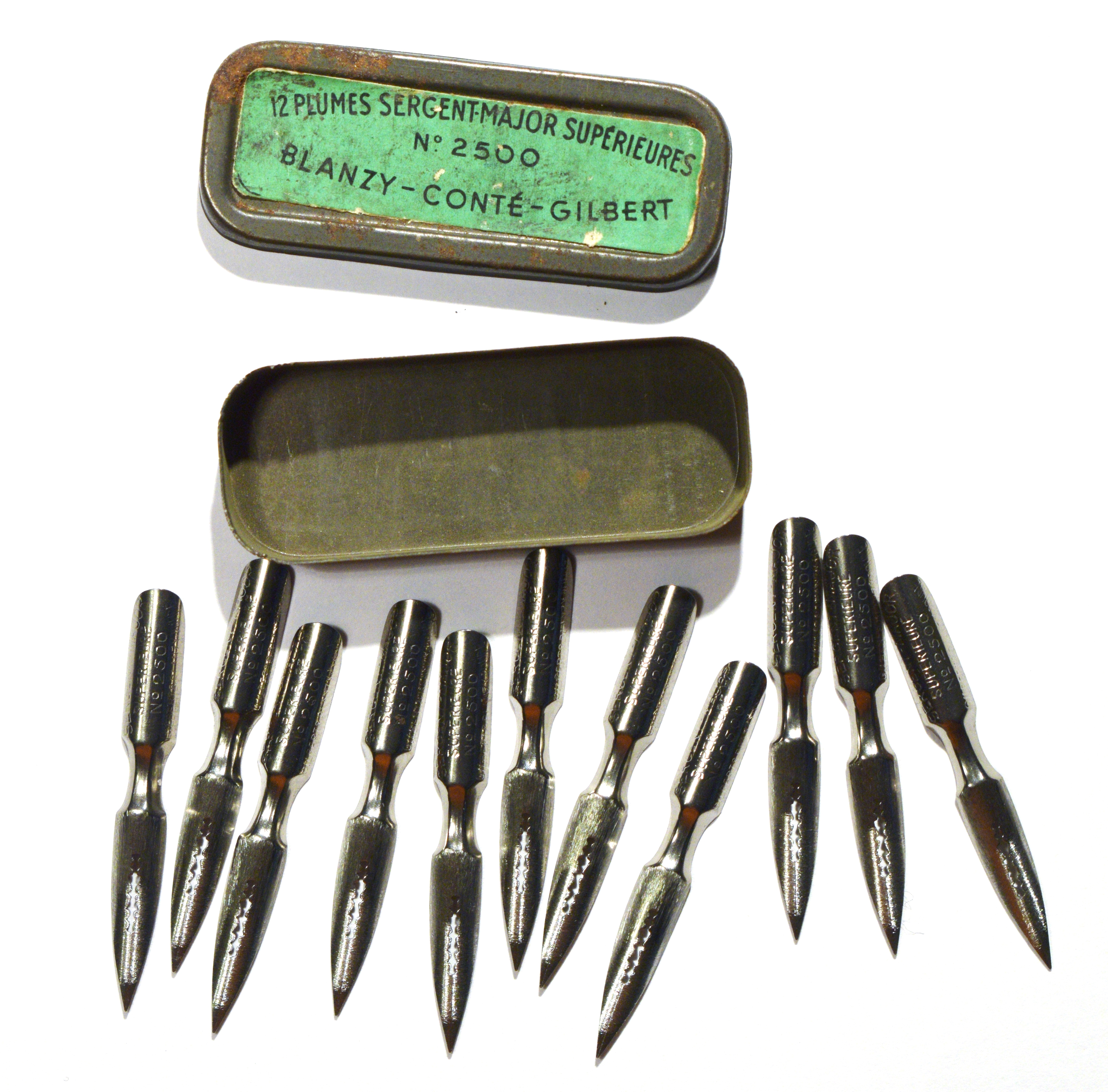
Cajita metálica con sus contenidos.
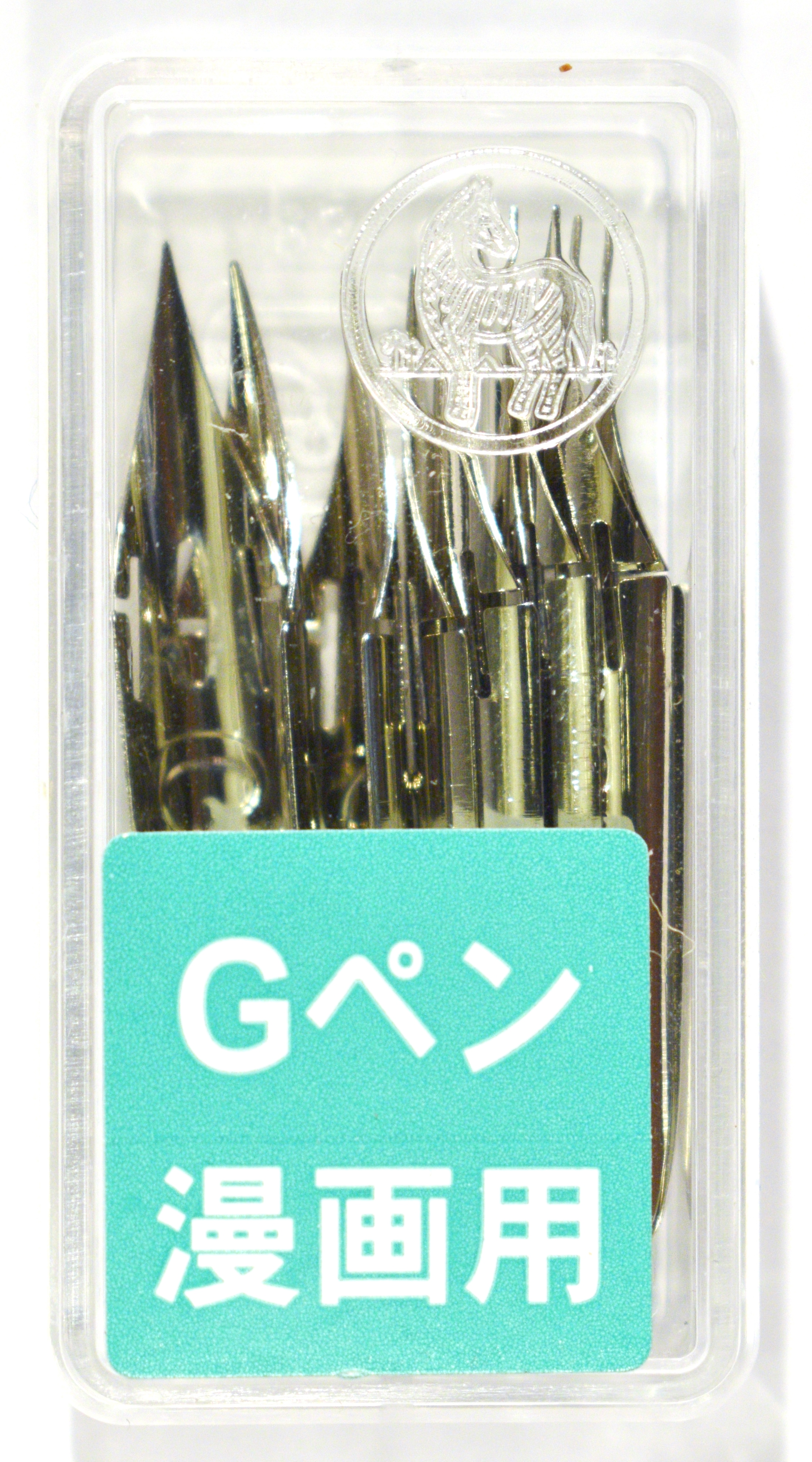
Caja moderna de plumillas G, populares para dibujar Manga.
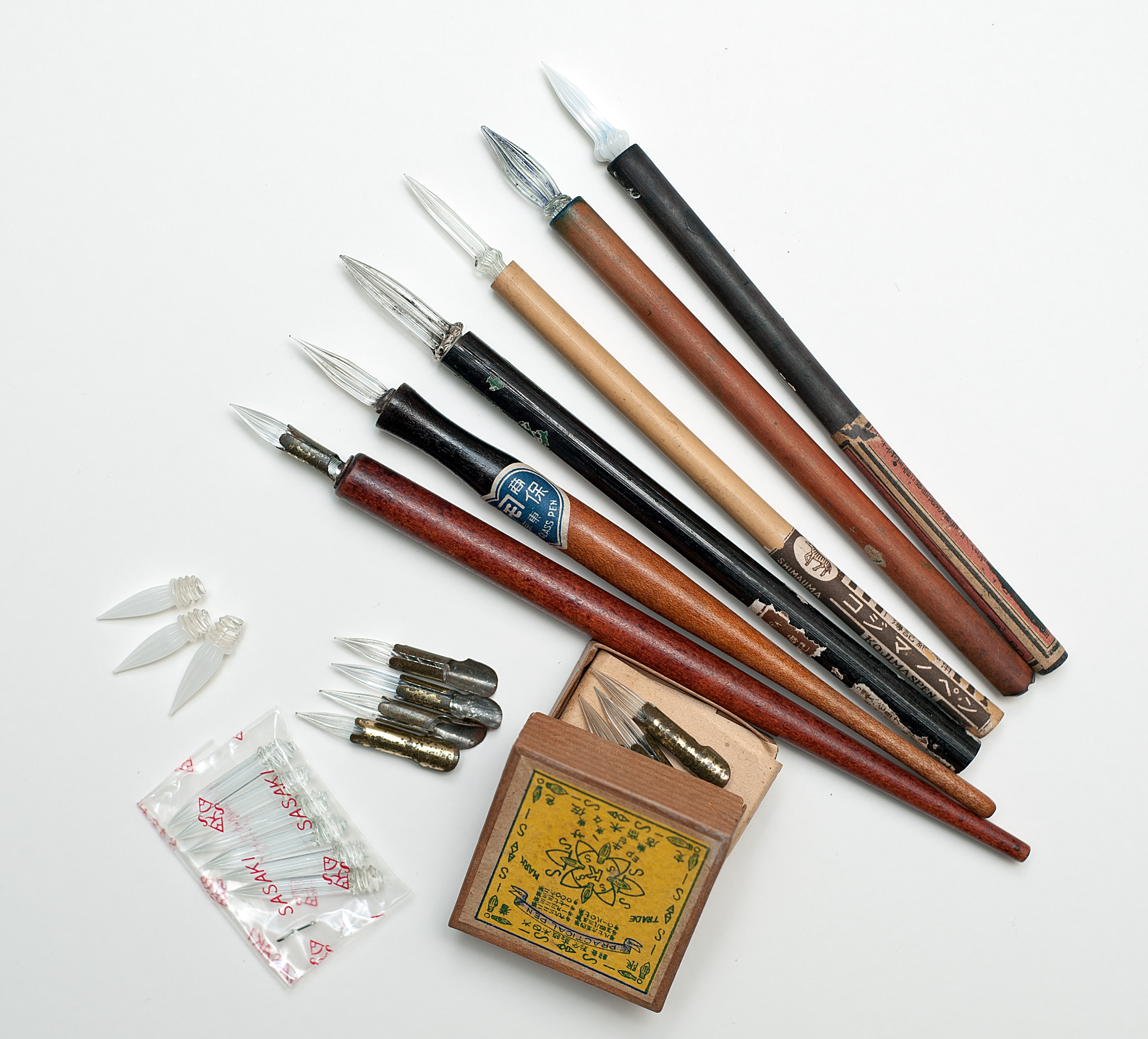
Plumas de vidrio.